# La Ferme de la terreur
Pour plus de détails, voir Fiche technique et Distribution.
La Ferme de la terreur (Deadly Blessing) est un film américain réalisé par Wes Craven et sorti en 1981.

## Synopsis
À la suite de la mort suspecte de son mari Jim, Martha Schmidt est témoin de phénomènes inexpliqués et effrayants. Or, elle découvre à proximité de chez elle une étrange communauté religieuse, les Hittites, installée dans une ferme isolée. Ces derniers vivent en autarcie et refusent toute technologie moderne, y voyant des manifestations du Démon.

## Fiche technique
Sauf indication contraire, les informations mentionnées dans cette section peuvent être confirmées par la base de données cinématographiques IMDb,  présente dans la section « Liens externes ».
- Titre français : La Ferme de la terreur
- Titre original : Deadly Blessing
- Réalisation : Wes Craven
- Scénario : Glenn M. Benest, Matthew Barr et Wes Craven, d'après une histoire de Glenn M. Benest et Matthew Barr
- Musique : James Horner
- Photographie : Robert C. Jessup
- Montage : Richard Bracken (en)
- Production : Patricia S. Herskovic, Max A. Keller et Micheline H. Keller
- Sociétés de production : PolyGram Filmed Entertainment et Inter Planetary
- Société de distribution : United Artists (États-Unis)
- Pays d'origine :  États-Unis
- Langue originale : anglais
- Format : Couleur - Mono - 35 mm - 1.85:1
- Genre : horreur
- Durée : 98 minutes
- Dates de sortie :
  - États-Unis : 14 août 1981
  - France : 14 avril 1982
- Affiche : Michel Landi (France)

## Distribution
- Maren Jensen (VF : Maïk Darah) : Martha Schmidt
- Sharon Stone (VF : Céline Monsarrat) : Lana Marcus
- Susan Buckner : Vicky Anderson
- Jeff East : John Schmidt
- Ernest Borgnine (VF : Henry Djanik) : Isaiah Schmidt
- Lois Nettleton (VF : Arlette Thomas) : Louisa Stohler
- Lisa Hartman : Felicité Stohler
- Colleen Riley : Melissa
- Douglas Barr (VF : Patrick Poivey) : Jim Schmidt
- Michael Berryman (VF : Marc de Georgi) : William Gluntz
- Lawrence Montaigne (VF : Claude Joseph) : Matthew Gluntz
- Kevin Cooney : le shérif
- Kevin Farr : le gros garçon
- Neil Fletcher (VF : Raymond Loyer) : le fossoyeur

## Production
Le tournage a lieu au Texas, à Waxahachie, Bardwell, Ennis et Carrollton.

## Distinctions
- Nomination au prix du plus mauvais second rôle masculin (Ernest Borgnine), lors des Razzie Awards 1982.

## Commentaire
La communauté hittite mentionnée dans le film n'existe pas dans la réalité, les Hittites était un peuple ayant vécu en Anatolie au VIIIe siècle av. J.-C.). La description assez précise que fait Craven de cette communauté (mœurs, habillement, refus de la technologie) est plutôt calquée sur celle des Amish.